# 29187 Le Monnier
29187 Le Monnier è un asteroide della fascia principale. Scoperto nel 1990, presenta un'orbita caratterizzata da un semiasse maggiore pari a 3,1523540 au e da un'eccentricità di 0,1619522, inclinata di 7,28459° rispetto all'eclittica.
L'asteroide era stato inizialmente battezzato 29187 Lemonnier per poi essere corretto nella denominazione attuale.
L'asteroide è dedicato all'astronomo francese Pierre Charles Le Monnier.